# Lijst van burgemeesters van Fijnaart en Heijningen
Dit is een lijst van burgemeesters van de voormalige Nederlandse gemeente Fijnaart en Heijningen.
| Ambtsperiode | Naam burgemeester                       | Partij of stroming | Bijzonderheden   |
| ------------ | --------------------------------------- | ------------------ | ---------------- |
| 18?? - 1850? | Antonie Hoogewerf                       |                    |                  |
| 1850 - 1872? | A. Maris Cz.                            |                    |                  |
| 1872 - 1888  | Jan van Dis Jz.                         |                    |                  |
| 1888 - 1897  | M. van Dis Jz.                          |                    |                  |
| 1897 - 1913? | G. Versluys                             |                    |                  |
| 1914 - 1918  | Johannes Dankert Biert Dane             |                    |                  |
| 1919 - 1944  | Adriaan van Campen                      | NSB                |                  |
| 1945 - 1949  | jhr. Willem Frederik Quarles van Ufford |                    | eerst waarnemend |
| 1949 - 1955  | Pieter Willem ter Haar                  | CHU                |                  |
| 1955 - 1964  | Hector Livius Sixma baron van Heemstra  | CHU                |                  |
| 1965 - 1972  | Eppo (E.P.) van Veldhuizen              | CHU                |                  |
| 1973 - 1980  | Jacob (J.) van Bochoven                 | CHU                |                  |
| 1980 - 1988  | E.B. Ockels                             | VVD                |                  |
| 1988 - 1997  | Ria (M.J.) de Sutter-Besters            | CDA                |                  |